# Ignacio Ortiz
Ignacio Ortiz (26 giugno 1987) è un hockeista su prato argentino.

## Palmarès

### Olimpiadi
- 1 medaglia:
  - 1 oro (Rio de Janeiro 2016)

### Coppa panamericana
- 1 medaglia:
  - 1 oro (Lancaster 2017)